# Charles Diehl
Michel Charles Diehl, född 19 januari 1859, död 1 november 1944, var en fransk historiker och konstforskare.
Diehl var från 1907 professor i bysantinsk historia vid universitetet i Paris. Han har genom en rad skrifter framträtt som en av Europas främsta bysantinister. Hans Manuel d'art byzantin (2:a upplagan, 2 band 1925-26) ansågs på sin tid vara en oumbärlig handbok. Bland hans övriga skrifter märks L'Afrique byzantine (1890), Théodora, impératrice de Byzance (1904, svensk översättning Teodora, danserska och kejsarinna 1919), Figures byzantines (1906-08, svensk översättning Bysantinska gestalter 2 band 1919-22) samt Histoire de l'Empire byzantin  (8:e upplagan 1924). Diehl utgav även skildringar av Ravenna, Palermo, Saloniki och Jerusalem. 1930 tillägnades Diehl en festskrift, Mélanges Charles Diehl (2 band).